# Europop (álbum)
Europop é o álbum de estreia do grupo italiano Eiffel 65. O álbum foi lançado no final de 1999. É mais notável pelos dois maiores sucessos do grupo: "Blue (Da Ba Dee)" e "Move Your Body", que lideraram as paradas mundiais em 2000.

## Faixas
(Edição americana)
1. "Blue (Da Ba Dee) (Radio Edit)"  – 3:39
2. "Too Much of Heaven"  – 5:17
3. "Dub in Life"  – 3:57
4. "Living in a Bubble (part. Papa Winnie)"  – 5:03
5. "Move Your Body"  – 4:28
6. "My Console"  – 4:13
7. "Your Clown"  – 4:09
8. "Another Race"  – 4:34
9. "The Edge"  – 4:20
10. "Now Is Forever"  – 5:44
11. "Silicon World"  – 4:31
12. "Europop"  – 5:28
13. "Hyperlink (Deep Down)"  – 4:57
14. "Blue (Da Ba Dee)" (extended mix)  – 4:43

## Paradas musicais
| País/Parada (1999–2000)               | Melhor posição |
| ------------------------------------- | -------------- |
| Austrália (ARIA)                      | 18             |
| Áustria (Ö3 Austria Top 40)           | 16             |
| Canadá (Billboard)                    | 5              |
| Dinamarca (Hitlisten)                 | 7              |
| Europa (Music & Media)                | 18             |
| Finlândia (Suomen virallinen lista)   | 8              |
| França (SNEP)                         | 6              |
| Alemanha (Offizielle Deutsche Charts) | 37             |
| Hungria (MAHASZ)                      | 3              |
| Irlanda (IRMA)                        | 38             |
| Itália (FIMI)                         | 13             |
| Nova Zelândia (RMNZ)                  | 4              |
| Portugal (AFP)                        | 6              |
| Suíça (Schweizer Hitparade)           | 19             |
| Reino Unido (UK Albums Chart)         | 12             |
| Estados Unidos (Billboard 200)        | 4              |